# Leucophanes milleri
Leucophanes milleri är en bladmossart som beskrevs av Salazar Allen 1993. Leucophanes milleri ingår i släktet Leucophanes och familjen Calymperaceae. Inga underarter finns listade i Catalogue of Life.